# Floyd Alonzo McClure
Floyd Alonzo McClure  (14 de agosto de 1897 - 15 de abril de 1970) fue un botánico y explorador estadounidense, que se especializó en bambúes.
En 1919 expediciona a China y va también como maestro en Horticultura, al haber completado sus materias de graduación en la Ohio State University, y permanecerá en China por 24 años, siendo la mayoría del tiempo profesor de Botánica económica en la Lingnan University de Cantón. Cuando Japón invade China, McClure retorna a EE. UU., y pasa a ser consultor en bambú para el Ministerio dee Agricultura. En los 1940s, es Asociado de investigación honorario del National Museum of Natural History, posición que mantiene hasta su deceso en 1970.
- La abreviatura «McClure» se emplea para indicar a Floyd Alonzo McClure como autoridad en la descripción y clasificación científica de los vegetales.[1]